# Happy And Lucky
Happy And Lucky född 17 september 2018, är en fransk varmblodig travhäst som tränas av Franck Leblanc och körs och rids av Adrien Lamy.
Hon började tävla i juni 2020 och inledde med att galopper för att sedan ta sin första seger i andra starten. Hon har hittills sprungit in 741 340 euro på 48 starter, varav 8 segrar och 15 andraplatser samt 6 tredjeplatser. Den hittills största segern är tagen i Prix de Normandie (2022).
Hon har även segrat i Prix Louis Forcinal (2022), Prix Legoux-Longpre (2022) och Prix Xavier de Saint Palais (2022). Dessutom har hon även kommit på andraplats i Prix Victor Cavey (2022), Prix Edmond Henry (2022), Prix Hervé Céran-Maillard (2022), Prix Bilibili (2022), Prix Jean Paul Fairand (2023), Prix Reynolds (2023), Prix Paul Buquet (2023) och Prix du Calvados (2024) och kommit på tredjeplats i Prix Paul Bastard (2022), Prix Joseph Lafosse (2022), Prix du Pontavice de Heussey (2023) och Prix Auguste François (2023).

## Statistik
| Statistik för Happy And Lucky (Ref.) | Statistik för Happy And Lucky (Ref.) | Statistik för Happy And Lucky (Ref.) | Statistik för Happy And Lucky (Ref.) | Statistik för Happy And Lucky (Ref.) | Statistik för Happy And Lucky (Ref.) |
| ------------------------------------ | ------------------------------------ | ------------------------------------ | ------------------------------------ | ------------------------------------ | ------------------------------------ |
| Starter                              | Placeringar                          | Startprissumma                       | Segerprocent                         | Platsprocent                         | Rekord                               |
| 48                                   | 8-15-6                               | 741 340 euro                         | 17 %                                 | 60 %                                 | 1.10,8ak,                            |

### Större segrar
| År   | Lopp                        | Kusk        | Vinstbelopp | Grupp   |
| ---- | --------------------------- | ----------- | ----------- | ------- |
| 2022 | Prix Louis Forcinal         | Adrien Lamy | 54 000 EUR  | Grupp 2 |
| 2022 | Prix de Normandie           | Adrien Lamy | 108 000 EUR | Grupp 1 |
| 2022 | Prix Legoux-Longpre         | Adrien Lamy | 36 000 EUR  | Grupp 2 |
| 2022 | Prix Xavier de Saint Palais | Adrien Lamy | 54 000 EUR  | Grupp 2 |